# Gare du boulevard Ornano
La gare du boulevard Ornano est une gare désaffectée de la ligne de Petite Ceinture à Paris, en France.

## Caractéristiques
La gare se situe dans le nord du 18e arrondissement de Paris près de la porte de Clignancourt, au débouché du boulevard Ornano sur le boulevard Ney, la rue Belliard et la rue Letort. Elle est bâtie en pont sur les voies de la Petite Ceinture, qui circule en tranchée ouverte à l'ouest et passe en tunnel à l'est.
Le bâtiment voyageurs est un édifice de plain-pied sur la place, d'un étage, à l'architecture similaire aux gares de La Chapelle-Saint-Denis et de Charonne. Les escaliers d'accès aux voies ont disparu mais les quais de la gare subsistent.

## Histoire

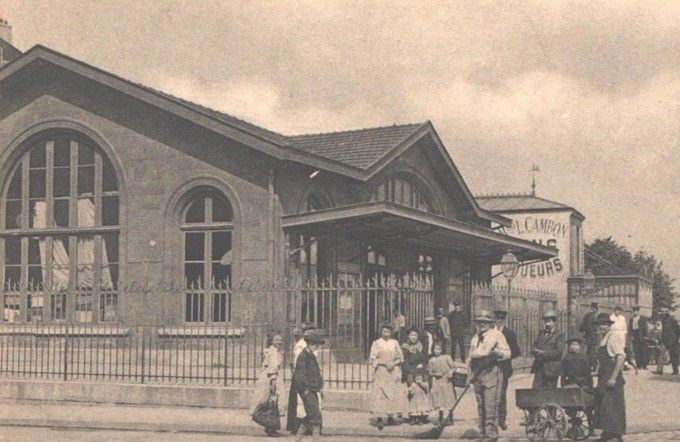
La Gare du boulevard Ornano lorsqu'elle était encore en service.

La gare est ouverte aux voyageurs en 1869.
Comme le reste de la Petite Ceinture, la gare est fermée au trafic voyageurs depuis le 23 juillet 1934.
Au cours du XXe siècle, elle abrite une brasserie, une boutique-bazar puis une banque.
Depuis juin 2014, le bâtiment d'accueil des voyageurs et les quais sont occupés par La REcyclerie, « un tiers lieu d'expérimentation dédié à l'éco-responsabilité » regroupant également un bar, un restaurant, une ressourcerie et un espace de loisirs. Une ferme urbaine se déploie en outre sur l'étroit talus qui supporte la rue Belliard.